# Малогощ
Малогощ (пол. Małogoszcz)  —  город  в Польше, входит в Свентокшиское воеводство,  Енджеювский повят.  Имеет статус городско-сельской гмины. Занимает площадь 9,61 км². Население — 3970 человек (на 2004 год).

## История
В 1863 году под Малогощем состоялся бой между русскими войсками и польскими повстанцами.